# Gabriel Medina
Gabriel Medina (São Sebastião, 22 dicembre 1993) è un surfista brasiliano, accreditato come la seconda persona ad aver eseguito una manovra chiamata Backflip, un salto mortale all'indietro. Ha rappresentato il Brasile ai Giochi olimpici estivi di Tokyo 2020 e Parigi 2024, vincendo la medaglia di bronzo nell'edizione francese e chiudendo al quarto posto in quella giapponese.

## Biografia
Nato a São Sebastião, São Paulo, e cresciuto nel quartiere della città di Maresias, Medina inizia a praticare surf all'età di 9 anni; a 11 ha vinto il suo primo campionato nazionale, il Rip Curl Grom Search nella categoria under 12, tenutosi a Búzios, Rio de Janeiro. Egli era il più giovane atleta a vincere il World Junior Tour (ASP), di 15 anni.
È stato il più giovane brasiliano ad entrare nella selezione del ASP World Tour (WCT), riservato ai 36 migliori surfisti al mondo.
Ha rappresentato il Brasile ai Giochi olimpici estivi di Tokyo 2020, disputati nel 2021 a causa della Pandemia di COVID-19, in cui si è classificato quarto nello shortboard, terminando alle spalle del giapponese Kanoa Igarashi e dell'australiano Owen Wright.
Ha fatto la sua seconda apparizione olimpica a Parigi 2024, dove ha vinto la medaglia di bronzo nello shortboard, preceduto sul podio dal francese Kauli Vaast e dell'australiano Jack Robinson.

## Palmarès
- Giochi olimpici

Parigi 2024: bronzo nello shortboard;
- World Surfing Games

Miyazaki 2019: oro nella gara a squadre; bronzo nello shortboard;
La Bocana 2023: bronzo nella gara a squadre;
Arecibo 2024: oro nello shortboard; oro a squadre;

### Vittorie in carriera
- 2009
  - Maresia Surf International, Florianópolis (Brasile) (WQS)
- 2011
  - Super Surf International, Imbituba (Brasile) (WQS Prime)
  - Airwalk Lacanau Pro Junior, Lacanau (Francia) (WQS)
  - Sooruz Lacanau Pro, Lacanau (Francia) (WQS)
  - San Miguel Pro, Zarautz (Paesi Baschi) (WQS)
- Quiksilver Pro France, Hossegor (Francia) (WCT)
  - Rip Curl Pro Search, São Francisco CA (EUA) (WCT)
- 2012
  - Nike Lowers Pro, San Francisco CA (EUA) (WQS Prime)
- 2014
  - WCT
  - Billabong Pro, Teahupo'o, Tahiti (Polinésia Francesa) (WCT)
  - Quicksilver Pro, Gold Coast, Queensland (Australia) (WCT)
  - Fiji Pro Namotu, Tavarua (Fiji) (WCT)